# 錫利斯特拉市鎮
44°2′N 27°13′E / 44.033°N 27.217°E

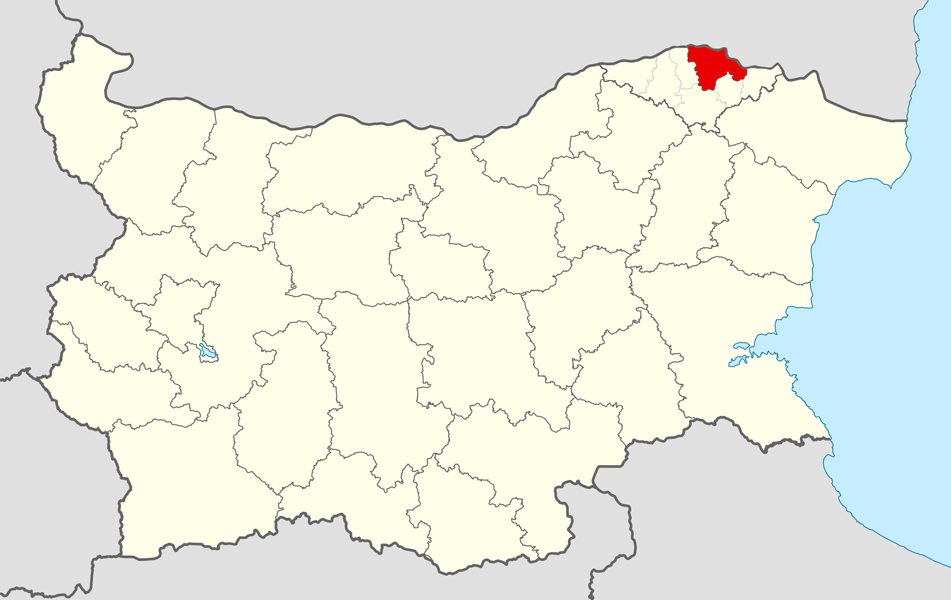

錫利斯特拉市，是保加利亞的城鎮，位於該國東北部，由錫利斯特拉州負責管轄，首府設於錫利斯特拉，面積515.89平方公里，2009年人口54,885，人口密度每平方公里106.4人。